# Isotropia
Isotropia (do grego iso, ίσος, igual, e tropos, τρόπος, maneira) é a propriedade que caracteriza as substâncias que possuem as mesmas propriedades físicas independentemente da direcção considerada.

## Física
- Expansão térmica: Um sólido é dito isotrópico se sua expansão é igual para todos os lados quando lhe é adicionado energia térmica.

- Óptica: Alguns sólidos transparentes cujo índice de refração é igual em todas as direções de propagação da rede cristalina. Exemplos incluem vidro, cloreto de sódio e alguns compostos orgânicos e inorgânicos.

### Resistência dos materiais
Em resistência dos materiais um material é dito isotrópico se suas propriedades mecânicas são as mesmas em todas direções.Os metais geralmente são materiais isotrópicos, ainda que, após serem sujeitos a processos de laminagem ou forja essas propriedades mecânicas passem a ser anisotrópicas.

## Cristalografia
Os líquidos, os gases e os sólidos amorfos são exemplos de materiais isotrópicos, enquanto os cristais, em que a estrutura é ordenada dependendo da direcção, são anisótropos.
Como exemplo: certos minerais possuem uma dureza distinta consoante a direcção em que é feito o ensaio de dureza.